# Corycaeus sutherlandii
Corycaeus sutherlandii – niepewny taksonomicznie gatunek widłonoga z rodziny Corycaeidae. Nazwa naukowa tego gatunku skorupiaków została opublikowana w 1856 roku przez angielskiego antropologa i zoologa sir Johna Lubbocka. 